# اولی رحمان
اولی رحمان (انگلیسی: Oli Rahman؛ زادهٔ ۷ ژوئیهٔ ۱۹۷۵) بازیکن فوتبال اهل غنا بود.